# Chimoré
Chimoré est une petite ville et municipalité de la province de José Carrasco, dans le département de Cochabamba en Bolivie. Elle compte une population de 21 736 habitants selon le recensement de 2012.
La municipalité est créée en 1984 par la Loi no 633 du 13 septembre 1984 et regroupe les localités de San Isidro, La Victoria, Santa Rosa, Shinahota, Todos Santos, Puerto Alegre, Puerto Aurora, Ibuelo et Cesarzama.
En 2015, l'aéroport de Chimoré est inauguré en se servant de la piste d'une base militaire des États-Unis ouverte jusqu'en 2006,.

## Géographie
Chimoré est située au nord-est du département de Cochabamba et limitée au nord par la confluence des rivières Chapare et Ichilo, au sud avec la municipalité de Totora, à l'est avec la ville de Puerto Villarroel et le département de Santa Cruz ainsi qu'à l'ouest avec Villa Tunari et Tiraque.

## Histoire
Cette zone a été habitée par des cultures amazoniennes depuis des milliers d'années, selon les restes d'ustensiles trouvés. En 1754, les missionnaires jésuites tentent d'établir des relations avec les Yuracarés de la rivière Mamoré. À partir du XVIIIe siècle, les Franciscains qui ont été chargés des missions par les autorités espagnoles en ont installé une à Chimoré.
En 1910, le gouvernement tente de stimuler la colonisation dans le secteur et offre des terres à quiconque prêt à venir s'établir dans le Chapare. La première colonie se trouve dans le secteur d'El Carmen, où chaque colon reçoit un terrain de 200 hectares. La municipalité est finalement créée en 1984 durant la présidence d'Hernán Siles Zuazo.

## Démographie
Le tableau suivant présente l'évolution démographique de la municipalité de Chimoré et de sa partie urbaine, tel qu'établie au fil du temps par les recensements boliviens.  
| Année | Municipalité | Ville |
| ----- | ------------ | ----- |
| 1992  | 8 472        | 2 036 |
| 2001  | 15 897       | 3 874 |
| 2012  | 21 736       | 6 219 |